# Timz
TIMZ (настоящее имя — Тимур Феликсович Наврузбеков; род. 19 апреля 1994, Москва) — российский певец.

## Биография
Тимур Наврузбеков родился 19 апреля 1994 года в Москве.
После службы в армии, в 2014 году работал в МЧС России.
В свободное время увлекался футболом. Был заявлен за команду «Спасатель-МЧС» в первенстве Ногинского района.

## Карьера
В 2010-х годах Тимур работал диджеем в московских клубах под псевдонимом DJ Tim Ice.
В 2012 и 2015 годах участвовал в телешоу «Дом-2».
В январе 2019 года участвовал в ток-шоу «На самом деле».
Осенью 2019 года Тимур начал музыкальную карьеру под псевдонимом Timz. Его дебютной работой стал сингл «Принцесса», попавший в недельный чарт «Russia Top 40 Chart». Далее последовали как сольные треки, так и фиты с Rido Zloy, Aslan, SHAMI, UNIK & GARA, Coolaga.
В 2022 году Timz выпустил три совместных песни с участницей телешоу «Песни» Redgi — «Красным по белому», «Обещания» и «Драмы».
В ноябре 2022 года вместе с Катей Лель выпустил песню «Мы знали». Клип на неё попал в ротацию канала RU.TV.
В сентябре 2024 года состоялась премьера песню «Вместе одни», записанной дуэтом с Алсу. Трек попал в ротацию 25 радиостанций в 55 городах.
Всего с 2019 по 2024 год исполнитель выпустил более 20 синглов.
Бывший артист лейбла Make It Music.
В 2024 году Тимур вместе со своим братом Азизом Закиевым (продюсер zzbugg) и Дмитрием Борисовым (артист и продюсер Brooklyn) основал лейбл ARBAT Music.
В июле 2024 года в рамках поездки на Донбасс посетил Центр реабилитации «Надежда» в Торезе, встретился с участниками «Движения Первых» в Шахтёрске и пообщался с воспитанниками донецкого центра социально-психологической реабилитации детей.

## Дискография

### Синглы
- 2019 — «Принцесса»
- 2019 — «Девочка-львица»
- 2019 — «Глаза»
- 2020 — «История»
- 2020 — «Мелодрамы»
- 2020 — «Стакан»
- 2020 — «Как дела» (feat. Rido Zloy)
- 2021 — «Таю» (feat. Aslan)
- 2021 — «Узоры»
- 2021 — «Айя»
- 2021 — «Мы два берега»
- 2022 — «На море»
- 2022 — «Голыми»
- 2022 — «Красным по белому» (feat. Redgi)
- 2022 — «Обещания» (feat. Redgi)
- 2022 — «Драмы» (feat. Redgi)
- 2022 — «Мы знали» (feat. Катя Лель)
- 2023 — «Здесь и сейчас» (feat. SHAMI)
- 2024 — «Поговори со мной»
- 2024 — «Baby Love Me» (feat. UNIK & GARA)
- 2024 — «Ницца» (feat. Coolaga)
- 2024 — «Вместе одни» (feat. Алсу)